# ذاكرة مغناطيسية النواة

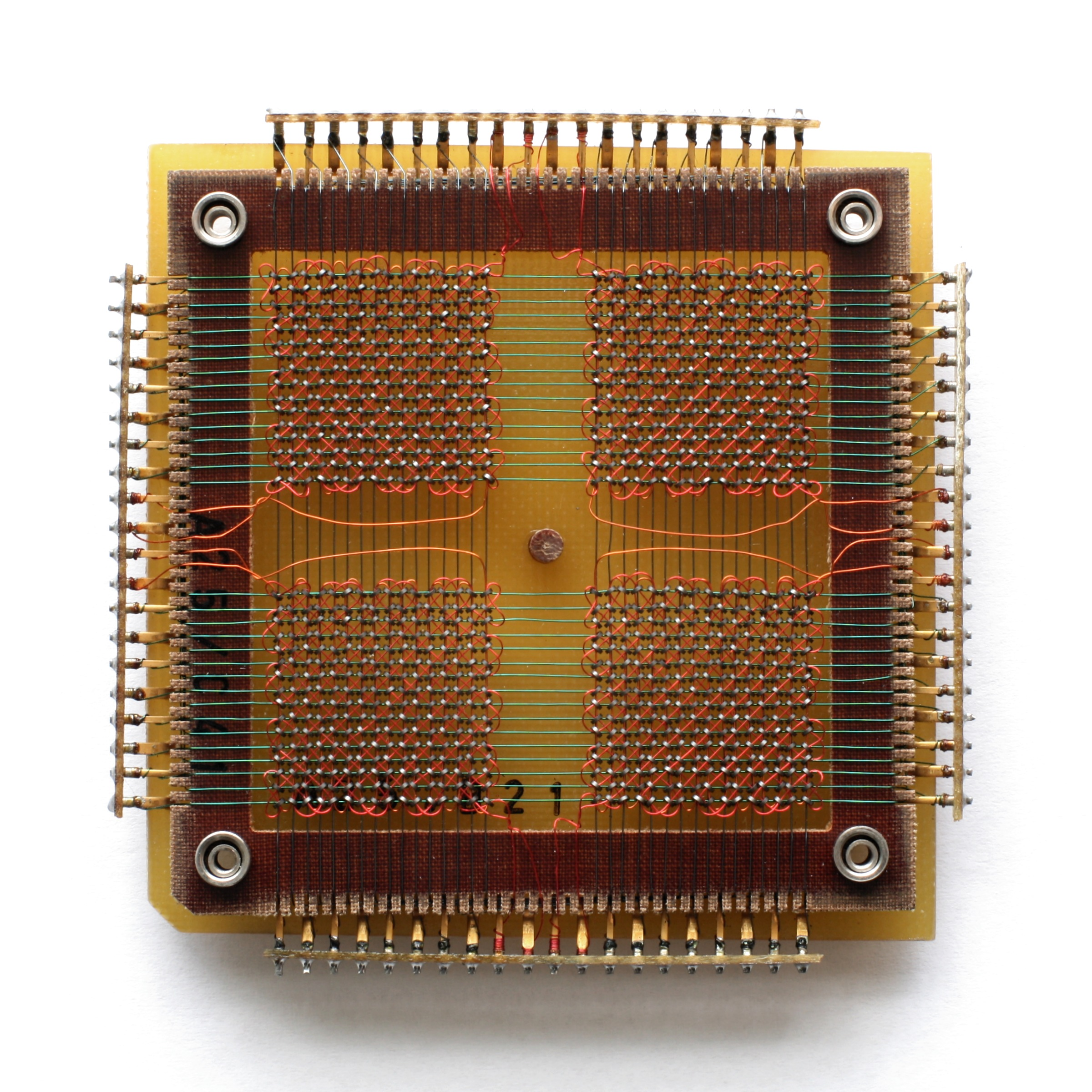
ذاكرة 32 × 32 نواة لتخزين 1024 بت (أو 128 بايت) من البيانات. الحلقات السوداء الصغيرة عند تقاطعات الأسلاك الشبكية هي النوى الفريتية.

الذاكرة مغناطيسية النواة (بالإنجليزية: Magnetic-core memory)‏ هي شكل مبكر من ذاكرة الحاسوب. تستعمل حلقات خزفية مغناطيسية صغيرةَ، ألا وهي الحلقة (النواة) لخزن المعلومات عن طريق استقطاب الحقلِ المغناطيسي. مثل هذه الذاكرة في أغلب الأحيان تدعى ذاكرة رئيسية أو بشكل غير رسمي اللب.

## الوصف
هذه صورة مقربةُ من الأداة في الأعلى. إن المسافة بين الحلقات تقريباً مليمتر 1.
الأسلاك العمودية والأفقية ذات اللون الباهت هي أسلاك X و Y الأسلاك القطرية أسلاك الإحساسِ الأسلاك الأفقية القاتمة هي الأسلاك المانعة.

## نبذة تاريخية
العمل الأسبق على الذاكرة الرئيسية تم تنفيذه من قبل فيزيائيي شنغهاي الأمريكيان وانج إنغ وواي دونغ وو الذين أبدعا باختراع أداة التحكم في نقل النبضات في 1949. أشار هذا الاسم إلى الطريقِة التي تجعل الحقل المغناطيسي للحلقة (النواة) يمكن أَن يستعمل للسيطرة على تحويل التيار في الأنظمة الكهروميكانيكية. وانج ودونغ كَانا يعملان في مخبر حساب جامعة هارفارد في ذلك الوقت، هارفارد لَم تهتم بالتَرويج للاختراعات التي اخترعت في مختبراتهم. بدلاً من ذلك وانج كَان قادر على تسجيل براءة اختراع هذا النظام على لنفسه.
في الوقت الذي وقع دونغ فيه مريضاً كانت مجموعة جاي فوريستر تعمل على المشروع العظيم على MIT(Master Instruction Tape)، أدرك دونغ أهمية هذا العمل. هذه الآلية تطلبت نظام ذاكرة سريع لاستعمالِ محاكي طيرانِ. في بادئ الأمر استعملت أنابيب ويليامز وهي نظام خزنِ مستند على أنابيب الأشعة المهبطية، لكن هذه الأدوات كَانت مزاجية (سريعة الاهتياج) ونتائجها غير موثوقة دائماً.
اختراعان رئيسيان أديا إلى تطوير الذاكرة الرئيسية المغناطيسية التي أدت إلى تطوير الحواسيب كما نعرفهم الآن. الأول وانج الذي حل لغز كَيفية استعمال وسط خزنِ الذي فيه حلقة القراءة بعد الكتابة. الثاني كان نظام جاي فوريستر، كَان النظام المتوافق الحالي الذي مكن عدد صغير من الأسلاك للسيطرة على عدد كبير من الذواكر الحلقية.
تَطلب نظام فوريستر الحالي المتوافق أحد الأسلاك لكي تدخل 45 درجة إلى الحلقات التي أثبتت أنه من غير الممكن وصلها سلكياً بشكل ميكانيكي، وهكذا فإن صفوف الذواكر الرئيسية تجمع يدوياً.
في نهاية الخمسينات ظهرت منشآت صناعية في الشرق الأقصى لبِناء الذواكر الحلقية، انخفضت كلفة الذواكر الحلقية إلى حد جعلها عالمية بشكل كبير كذاكرة رئيسية بأوائِل الستينات، مستبدلة كلتا الذاكرة منخفضة الكلفة والذاكرة منخفضة الأداءِ وأيضا الأنظمة ذات الكلفة العالية والأنظمة عالية الأداء.
في كافة نواحي تطور تقنية الذاكرة الرئيسية، التكاليف تلت تقريباً قانون مور الذي لم يكن معداً. طيلة مدة فترة التقنية فإن التكلفة بدأت في تقريباً (1) دولار واقتربت في النهاية تقريباً 0.01دولار لكل قطعة. الذاكرة الرئيسية استبدلت تباعاً برقائقِ ذاكرة السليكون (RAM) في السبعينات.
براءة اختراع الدكتور وانج لَمْ تمنح حتى 1955، وبذلك الوقت كَأنت الذاكرة الرئيسية قيد الاستعمال. هذا جعل سلسلة طويلة من الدعاوي تبدأَ والتي انتهت في النهاية عندما دفعت شركة IBM لـ وانج عدة ملايين دولار لشراء براءة الاختراع بشكل تام. استعمل وانج الأموال لزيادة حجمِ مختبرات وانج كثيراً الذي اشترك في تأسيسها مع الدكتور Ge Yao Chuوهو زميل دراسة من الصين.
الذاكرة الرئيسية كانت جزء من عائلة تقنيات والتي بدورها ذات علاقة بالذاكرة الرئيسية التي نسيت الآن بشكل كبير، وهذه التقنيات استغلت الخواص المغناطيسية للمواد للتقويم والتضخيم. بالخمسينات فإن إلكترونيات الصمامات المفرغة كانت متطورةَ بشكل جيد ومعقدة جداً، لكن الصمامات كانت هشة، واستعمال الأسلاك المسخنة جعلَها قصيرة الأجل وذات استهلاك كبير للطاقة، وغير مستقرة في خصائصِ عملها. الترانزستور الذي حلِ محل الصمامات التي ما تزال تستعمل في التطبيقات العسكرية. ومثال بارز كَان الحاسوب المحمول Mobidic قد طور مِن قبل Sylvania لحساب هيئة الاتصالات في الجيشِ الأمريكيِ في أواخر الخمسينات.

### كيف تعمل الذاكرة الرئيسية؟
الشكل الأكثر شيوعاً من الذاكرة الرئيسية يتألف من عدد كبير من الحلقات الحديدية والذواكر والمرتبطة معا بتركيب يشبه الشبكةِ بأسلاكِ منسوجة خلال الفتحات في المنتصف. في الأنظمة المبكرة كان هناك أربعة أسلاك X، Y والحساس والمانع، لكن الذواكر التي أتت لاحقا دمجت السلكين الأخيران في خط واحد يدعى الخط المانع - الحساس. تخزن كل حلقة وحدة ذاكرة (bit) واحدة (0 أَو 1).
تَعتمدُ الذواكر الرئيسية على استقرار المادة المغناطيسية المستَعملة في تشكيل الحلقات. حقل مغناطيسي واحد فقط من خلال كثافة محددة (تولدت بالأسلاك خلال الحلقة) يمكن أَن يسبب تغيير القطبية المغناطيسيِة للحلقة. من أجل اختياَر موقع الذاكرة، يمكن أن يحفز خط X واحد وخط Y واحد بنصف التيار المطلوب ليسبب هذا التغيير (تغيير القطبية). فقط الحقل المغناطيسي المتشابك والمولد حيث ناقل خطوط X و Y كاف لتَغيير الحالة، وإن حلقات أخرى تتطلب فقط نصف الحقل المطلوب أَو لا شيء مطلقاً. بتحفيز التيار خلال الأسلاك في اتجاه معين فإن الحقل المحرض الناتج يجبر حقل الحلقة المغناطيسيِ إلى نقطة معينة في أحد الاتجاهات أَو الآخر (شمال أَو جنوب).</ref>

### القراءة والكتابة
إن القراءة من الذاكرة الرئيسية معقدة بعض الشيء. أساساً إن عملية القراءة تَشمل عملية «نقرة إلى (0)» إلى bit التي نحن في صددها أي أن تحفيز خطوط X و Y بنِصْف الطاقة في الاتجاه الذي يجعل قطبية الحلقة تتحول إلى قطبية تعتبرها الآلة صفر. إذا كانت الذاكرة مسبقاً في حالة الـ (0)، لا شيء سيحدث. على أية حال إذا كَانَت الذاكرة في الحالة (1)فإنها ستقلب إلى (0) إذا حدث هذا التحول فإن نبضة صغيرة من الطاقة سوف يتحول إلى خَطّ الحساس. إذا لم ير النبضِ، فهذا يعني أنه لم يحدث أي تحول، لذا يجب أن تكون الذاكرة مسبقاً في الحالة الـ (0).
لاحظ أن كل قَراءة تجبر الذاكرة التي نحن بصددها على التحول إلى حالةِ الـ (0)، لذا القراءة تخريبية والتي هي أحد شذوذ الذاكرة الرئيسية.
إن الكتابة مماثلة في المفهوم، لكن دائماً تَشمل تحولاً إلى عملية الـ1 ، بالاعتماد على الذاكرة التي كانت مسبقاً في حالة الـ (0) في القَراءة السابقة إذا كانت الذاكرة التي نحن بصددها تحمل نبضة (1) فإن العملية تتابع بشكل طبيعي والذاكرة تتحول إلى (1).و لكن إذا حملت الذاكرة (0) بدلاً من ذلك فإن كمية صغيرة من التيار ترسل إلى خَطّ التثبيط بما فيه الكفاية لتخفيض الحقلِ المشكل من X و Y ويثبط الخطوط إلى ما دون الكمية اللازمة لإنجاز التحول وهذا ما يترك الذاكرة في الحالة (0).
لاحظ أن أسلاك الحساس والمانع تستعمل الواحدة تلو الأخرى وليس في نفس الوقت. لهذا السبب فإن أنظمة الذواكر لاحقاً دمجت الاثنان في سلك واحد واستعملت مجموعة الدارات الكهربائية في وحدة التحكم المركزية لنقل مهمة السلك من الحساسِ إلى الماَنع.
لأن الذاكرة تتطلب دائماً الكتابة بعد القراءة فإن العديد من الحاسبات تَضمنت الأوامر التي استغلت هذه الميزة. هذه الأوامر ستستَعمل عندما نفس الموقع كَان سيقرأ حيث يتَغير وبعد ذلك يكَتب، مثل عملية زيادة. في هذه الحالة فإن الحاسوب سوف يطلب من وحدة التحكم المركزية الَقراءة، لكنه بعد ذلك سيشير إليه بالتوقف قبل عملية الَكتابة التي ستأتي لاحقاً. عندما يكتمل الأمر فإن وحدة التحكم المركزية سيكون غير متَوقف، والكتابة ستظهر بقيمة جديدة وفي أنواع محددة من العمليات فإن هذا سيضاعف السرعة عملياً.

### الأشكال الأخرى للذاكرة الرئيسية
ذاكرة لغة الآلة في أغلب الأحيان تستَعمل لتَزويد ذاكرة المسجل. يربط هذا الشكلِ من الذاكرة الرئيسية ثلاثة أسلاك خلال كل حلقة على الشريحة، ذاكرة القراءة والكتابة لقراءة أَو توضيح الكلمات فإن كامل التيار يطبق على خط قراءة واحد أَو أكثر، هذا يوضح أن الحلقات المختارةَ التي تحول نبضات الجهد إلى خطوط القَراءة والإحساس. عادة من أجل القراءة فإن خَط لغة واحد سيتم اَختياره؛ لكن من أجل لغة القراءة المتعددة والواضحة فإن خطوط القراءة يمكن أَن تَختار بينما خطوط الإحساس والَكتابة ستهمل.
لكتابة الكلمات فإن نصف التيار يطبق على كلمة واحدة أَو أكثر ونصف التيار يطبق على كل خط إحساس كتابة خَطاً قليل لوضع bitواحدة. من أجل عدة كتابات فإن خطوط الكتابة يمكن أَن يتم اَختيارهاَ.إن وضع سجل الآلة النموذجي يستخدم عادة شريحة واحدة من هذا الشكلِ من الذاكرة الرئيسية.
شكل آخر من أشكال الذاكرة الرئيسية يدعى ذاكرة القراءة فقط، والتي زودت بمخزون للقراءة فقط وفي هذه الحالة فإن الذواكر استعملت ببساطة كمحولات؛ ولا معلومات خزنت مغناطيسياً ضمن الذاكرة الفرديِة.

### الخصائص المادية
سرعة الذواكر الرئيسية المبكرة يمكن أَن تميز في مصلحاتنا اليومِ بأنها قريبة إلى سرعة الساعةِ من ميغاهيرتز واحد (0.001 هرتز) (والمساوية للحاسبات المنزلية في الثمانينات مثل أبل II وCommodore 64). أنظمة الذاكرة الرئيسية المبكرة فيها دورات وقت حوالي 6 ميكرو ثانية والتي انخفضت إلى 1.2 ميكرو ثانية في أوائل السبعينات، وفي منتصف السبعينات هبطت حتى 0.6 ميكرو ثانية.
الذاكرة الرئيسية هي ذاكرة دائمة ويمكن أَن تحتفظ بمحتوياتها بشكل غير محدد بدون طاقة كهربائية.وهي غير متأثرة نسبياً أيضاً من قبل النبض الكهرومغناطيسي أو الإشعاع. هذه كَأنت فوائد مهمة من أجل بعض التطبيقات مثل المواقع العسكرية والعربات مثل الطائرة المقاتلة، بالإضافة إلى المركبات الفضائية، وذلك أدى إلى أن تستعمل الذاكرة لعدد مِن سنوات بعد توفر ذواكر FET. على سبيل المثال، استعملت حاسبات طيرانِ المكوك الفضائي ذاكرةَ رئيسية أولياً والتي أبقت على محتويات الذاكرة حتى خلال انفجار مكوك Challenger والهبوط اللاحق في البحر 1986.
إحدى خاصيات الذواكر الرئيسية هي أن أساس عملها هو التيار ولَيس الجهد. «نصف التيار المنتقى» كَان نموذجياً حوالي 400ميلي أمبير من أجل الذواكر اللاحقة الأصغر والأسرع. سابقاً الذواكر الأكبر تَطلبت تيار أكثر.
الخاصية الأخرى للذواكر هي أن حلقة لا التباطؤ كَأنت حساسة للحرارة، نصف التيار المنتقى في درجة حرارة معينة هو لَيس نفس نصف التيار المنتقى في درجة حرارة أخرى. لذا أجهزة سيطرة الذاكرةَ يمكن أَن تتضمن حساسات درجة الحرارة (نموذجياً مقاومة حرارية) لتَدقيق الحرارة وتعديل مستويات التيار من أجل تَصحيح تغييرات درجة الحرارة.
و مثال على هذه الذاكرة الرئيسية هي المستعملة من قبل لحاسوب PDP-1.هذه الإستراتيجية استمرت خلال كل أنظمة الذاكرة الرئيسية اللاحقة والتي بنيت من قبل Digital Equipment Corporation من أجل خَطّ PDP للحاسبات المبردة بالهواءِ. الطريقة الأخرى لمعالجة حساسية درجة الحرارة هي أَنْ ترفق «المكدس» في فرنِ ذو درجة حرارة متحكم به. أمثلة هذه الذاكرةَ الرئيسية المسخنة بالهواء للـ IBM 1620 (التي يمكن أَن تَستغرق 30 دقيقة لوصول تشغيل درجة الحرارة، حول 106 ° فهرنهايت، 41 °سيليسيوس).